# تاجک‌ها
تاجک‌ها (نام علمی: Boissonneaua) سرده کوچکی از تیرهٔ مرغان مگس (Trochilidae) است. آنها در جنگل‌های نمناک آند از غرب ونزوئلا تا جنوب پرو یافت می‌شوند. آن‌ها یک نوک سیاه مستقیم، پرهای پروازی بیرونی متضاد دارند، و عادت مشخصی دارند که بلافاصله پس از فرود، هر دو بال خود را به سرعت بالا می‌برند و در نتیجه پوشش‌های زیر بال‌های حنایی خود را آشکار می‌کنند.

## گونه‌ها
این سرده دارای سه گونه است:
- تاجک سینه‌بلوطی
- تاجک دم‌نخودی
- تاجک مخمل‌ارغوانی